# Stazioni ferroviarie del Giappone (D)
| Stazioni ferroviarie del Giappone | Stazioni ferroviarie del Giappone | Stazioni ferroviarie del Giappone | Stazioni ferroviarie del Giappone | Stazioni ferroviarie del Giappone | Stazioni ferroviarie del Giappone | Stazioni ferroviarie del Giappone | Stazioni ferroviarie del Giappone | Stazioni ferroviarie del Giappone | Stazioni ferroviarie del Giappone | Stazioni ferroviarie del Giappone | Stazioni ferroviarie del Giappone | Stazioni ferroviarie del Giappone | Stazioni ferroviarie del Giappone | Stazioni ferroviarie del Giappone | Stazioni ferroviarie del Giappone | Stazioni ferroviarie del Giappone | Stazioni ferroviarie del Giappone | Stazioni ferroviarie del Giappone | Stazioni ferroviarie del Giappone | Stazioni ferroviarie del Giappone |
| --------------------------------- | --------------------------------- | --------------------------------- | --------------------------------- | --------------------------------- | --------------------------------- | --------------------------------- | --------------------------------- | --------------------------------- | --------------------------------- | --------------------------------- | --------------------------------- | --------------------------------- | --------------------------------- | --------------------------------- | --------------------------------- | --------------------------------- | --------------------------------- | --------------------------------- | --------------------------------- | --------------------------------- |
| A                                 | B                                 | C                                 | D                                 | E                                 | F                                 | G                                 | H                                 | I                                 | J                                 | KL                                | M                                 | N                                 | OP                                | R                                 | S                                 | T                                 | U                                 | W                                 | Y                                 | Z                                 |

## Lista delle stazioni
| Stazione di Daian                    | 大安駅（だいあん）                                   |
| Stazione di Daianji                  | 大安寺駅（だいあんじ）                               |
| Stazione di Daiba (Shizuoka)         | 大場駅（だいば）                                     |
| Stazione di Daiba (Tokyo)            | 台場駅（だいば）                                     |
| Stazione di Daidō                    | 大道駅（だいどう）                                   |
| Stazione di Daidōchō                 | 大同町駅（だいどうちょう）                           |
| Stazione di Daidō-Toyosato           | だいどう豊里駅（だいどうとよさと）                   |
| Stazione di Daifuku                  | 大福駅（だいふく）                                   |
| Stazione di Daigaku                  | 大学駅（だいがく）                                   |
| Stazione di Daigakumae (Nagano)      | 大学前駅 (長野県)（だいがくまえ）                    |
| Stazione di Daigakumae (Shiga)       | 大学前駅 (滋賀県)（だいがくまえ）                    |
| Stazione di Daigakumae (Toyama)      | 大学前駅 (富山県)（だいがくまえ）                    |
| Stazione di Daigo (Akita)            | 醍醐駅 (秋田県)（だいご）                            |
| Stazione di Daigo (Kyoto)            | 醍醐駅 (京都府)（だいご）                            |
| Stazione di Daigyōji                 | 大行司駅（だいぎょうじ）                             |
| Stazione di Daihō                    | 大宝駅（だいほう）                                   |
| Stazione di Daiichidōri              | 第一通り駅（だいいちどおり）                         |
| Stazione di Daijingūshita            | 大神宮下駅（だいじんぐうした）                       |
| Stazione di Daikai                   | 大開駅（だいかい）                                   |
| Stazione di Daikanchō                | 代官町駅（だいかんちょう）                           |
| Stazione di Daikan-yama              | 代官山駅（だいかんやま）                             |
| Stazione di Daikokuchō               | 大国町駅（だいこくちょう）                           |
| Stazione di Daimon (Aichi)           | 大門駅 (愛知県)（だいもん）                          |
| Stazione di Daimon (Hiroshima)       | 大門駅 (広島県)（だいもん）                          |
| Stazione di Daimon (Tokyo)           | 大門駅 (東京都)（だいもん）                          |
| Stazione di Daimotsu                 | 大物駅（だいもつ）                                   |
| Stazione di Dainichi                 | 大日駅（だいにち）                                   |
| Stazione di Dainohara                | 台原駅（だいのはら）                                 |
| Stazione di Dainyū                   | 大入駅（だいにゅう）                                 |
| Stazione di Daisenguchi              | 大山口駅（だいせんぐち）                             |
| Stazione di Daisenji                 | 大川寺駅（だいせんじ）                               |
| Stazione di Daishaka                 | 大釈迦駅（だいしゃか）                               |
| Stazione di Daishimae                | 大師前駅（だいしまえ）                               |
| Stazione di Daishōji                 | 大聖寺駅（だいしょうじ）                             |
| Stazione di Daitabashi               | 代田橋駅（だいたばし）                               |
| Stazione di Daitembōdai              | 大展望台駅（だいてんぼうだい）                       |
| Stazione di Daitō                    | 大塔駅（だいとう）                                   |
| Stazione di Daiyamukō                | 大谷向駅（だいやむこう）                             |
| Stazione di Daiyūzan                 | 大雄山駅（だいゆうざん）                             |
| Stazione di Daizenji                 | 大善寺駅（だいぜんじ）                               |
| Stazione di Dan                      | 段駅（だん）                                         |
| Stazione di Dashina                  | 駄科駅（だしな）                                     |
| Stazione di Date                     | 伊達駅（だて）                                       |
| Stazione di Date-Mombetsu            | 伊達紋別駅（だてもんべつ）                           |
| Stazione di Dazaifu                  | 太宰府駅（だざいふ）                                 |
| Stazione di Dekijima                 | 出来島駅（できじま）                                 |
| Stazione di Demachiyanagi            | 出町柳駅（でまちやなぎ）                             |
| Stazione di Dempakōsenmae            | 電波高専前駅（でんぱこうせんまえ）                   |
| Stazione di Dempō                    | 伝法駅（でんぽう）                                   |
| Stazione di Den-en-chōfu             | 田園調布駅（でんえんちょうふ）                       |
| Stazione di Dentetsu Ishida          | 電鉄石田駅（でんてついしだ）                         |
| Stazione di Dentetsu Izumoshi        | 電鉄出雲市駅（でんてついずもし）                     |
| Stazione di Dentetsu Kurobe          | 電鉄黒部駅（でんてつくろべ）                         |
| Stazione di Dentetsutāminarubiru-mae | 電鉄ターミナルビル前駅（でんてつたーみなるびるまえ） |
| Stazione di Dentetsu Toyama          | 電鉄富山駅（でんてつとやま）                         |
| Stazione di Dentetsu Uozu            | 電鉄魚津駅（でんてつうおづ）                         |
| Stazione di Deto                     | 出戸駅（でと）                                       |
| Stazione di Detohama                 | 出戸浜駅（でとはま）                                 |
| Stazione di Deyashiki                | 出屋敷駅（でやしき）                                 |
| Stazione di Doai                     | 土合駅（どあい）                                     |
| Stazione di Dobashi (Ehime)          | 土橋駅 (愛媛県)（どばし）                            |
| Stazione di Hiroden Dobashi          | 土橋駅 (広島県)（どばし）                            |
| Stazione di Dobukai                  | 土深井駅（どぶかい）                                 |
| Stazione di Dōbutsuen                | 動物園駅（どうぶつえん）                             |
| Stazione di Dōbutsuen-mae            | 動物園前駅（どうぶつえんまえ）                       |
| Stazione di Dōbutsukōen              | 動物公園駅（どうぶつこうえん）                       |
| Stazione di Dōbutsukōen (Miyagi)     | 動物公園駅 (宮城県)（どうぶつこうえん）              |
| Stazione di Dōgokōen                 | 道後公園駅（どうごこうえん）                         |
| Stazione di Dōgo-Onsen               | 道後温泉駅（どうごおんせん）                         |
| Stazione di Dogoyama                 | 道後山駅（どうごやま）                               |
| Stazione di Dōhōji                   | 道法寺駅（どうほうじ）                               |
| Stazione di Doi (Fukuoka)            | 土井駅（どい）                                       |
| Stazione di Doi (Osaka)              | 土居駅（どい）                                       |
| Stazione di Doichi                   | 土市駅（どいち）                                     |
| Stazione di Doida                    | 土居田駅（どいだ）                                   |
| Stazione di Dōjima                   | 堂島駅（どうじま）                                   |
| Stazione di Dōjō                     | 道場駅（どうじょう）                                 |
| Stazione di Dōjōji                   | 道成寺駅（どうじょうじ）                             |
| Stazione di Dōjō-minamiguchi         | 道場南口駅（どうじょうみなみぐち）                   |
| Stazione di Domeki                   | 轟駅（どめき）                                       |
| Stazione di Dome-mae                 | ドーム前駅（どーむまえ）                             |
| Stazione di Dome-mae Chiyozaki       | ドーム前千代崎駅（どーむまえちよざき）               |
| Stazione di Domoto                   | 土本駅（どもと）                                     |
| Stazione di Dōmyōji                  | 道明寺駅（どうみょうじ）                             |
| Stazione di Dōsen                    | 洞泉駅（どうせん）                                   |
| Stazione di Dōshishamae              | 同志社前駅（どうししゃまえ）                         |
| Stazione di Dōshokubutsuen-mae       | 動植物園前駅（どうしょくぶつえんまえ）               |
| Stazione di Dosokohama               | 土底浜駅（どそこはま）                               |
| Stazione di Dōtoku                   | 道徳駅（どうとく）                                   |